# Lombtjärnen (Överkalix socken, Norrbotten)
Lombtjärnen är en sjö i Överkalix kommun i Norrbotten och ingår i Kalixälvens huvudavrinningsområde.